# Шиљковићи
Шиљковићи су насељено мјесто у општини Братунац, Република Српска, БиХ. Према резултатима пописа становништва 2013. године, у насељу је живјело свега 3 становника.

## Географија
Обухвата подручје од 224 хектара.

## Историја
Муслиманске снаге из Сребренице, предвођене Насером Орићем, су на Божић 7. јануара 1993. године куће у селу запалили, а имовину мештана опљачкали.

## Становништво
Према попису становништва из 1991. године, мјесто је имало 91 становника. Сви становници су Срби.
| Демографија | Демографија | Демографија |
| Година      | Становника  | Становника  |
| ----------- | ----------- | ----------- |
| 1961.       | 250         |             |
| 1971.       | 289         |             |
| 1981.       | 402         |             |
| 1991.       | 91          |             |